# Aginskoje
Aginskoje (Russisch: Агинское) is een nederzetting met stedelijk karakter en het bestuurlijk centrum van het Russische district Aginski in het zuiden van de kraj Transbaikal.
De plaats ligt aan de Aga-rivier (zijrivier van de Sjilka) in het stroomgebied van de Amoer op ongeveer 200 kilometer van Tsjita en 6286 kilometer van Moskou. De plaats werd gesticht in 1811. De stadseconomie is gericht op de voedingsmiddelenindustrie.
De stad ligt in een door Boerjaten bewoond gebied en bestaat vooral uit houten huizen. De belangrijkste religie is het lamaïsme cq. Tibetaans boeddhisme, terwijl onder de woonachtige Russen voornamelijk de Russische orthodoxie wordt beleden.
In de stad bevindt zich een groot cultureel complex vernoemd naar de Boerjatische held Balzjin Chatan met een standbeeld van de legendarische 17e-eeuwse Boerjatische held Babzji-Baras-Bator, die zich zou hebben aangesloten bij Rusland.